# Coccinia variifolia
Coccinia variifolia är en gurkväxtart som beskrevs av Adrianus Dirk Jacob Meeuse. Coccinia variifolia ingår i släktet Coccinia, och familjen gurkväxter. Inga underarter finns listade i Catalogue of Life.